# Trozos del Alma
Trozos de Mi Alma es el tercer álbum de la cantante vernacular Flor Pucarina, En esta nueva producción musical está acompañada por "Los Engreídos de Jauja" dirigido por el maestro Julio Rosales. Esta sería la última placa completa que grabara con dicha orquesta típica luego de ocho años de éxitos.

## Lista de canciones
| N.º | Canción                                       |  |
| --- | --------------------------------------------- |  |
| 1.  | "Trozos de Mi Alma" Emilio Alanya             |  |
| 2.  | "Quisiera Ser Taruquita" Teodoro López Huerta |  |
| 3.  | "Joven Soy" Derechos Reservados               |  |
| 4.  | "Volveré a Llorar" Emilio Alanya              |  |
| 5.  | "Mal de Amor" Luis Severo Damián              |  |
| 6.  | "Estoy Solito" Luis Severo Damián             |  |
| 7.  | "Cruel Destino" Luis Severo Damián            |  |
| 8.  | "Mi Pasado" Teodoro López Huerta              |  |
| 9.  | "Destino" Zenobio Dagha                       |  |
| 10. | "Quiero Morir" Luis Severo Damián             |  |
| 11. | "Martirio" Juvenal Romero                     |  |
| 12. | "Mal de Ausencia" Juan Bolívar                |  |

- Datos: Q6153348